# Heinrich Gustav Brzoska
Heinrich Gustav Brzoska (* 5. Juni 1807 in Königsberg in Preußen; † 11. September 1839 in Jena) war ein deutscher Pädagoge und Hochschullehrer.

## Leben
Brzoska stammte aus einer Königsberger Kaufmannsfamilie und besuchte unter dem Rektor Karl Ludwig Struve das Kneiphöfische Gymnasium seiner Heimatstadt. Am 22. März 1826 immatrikulierte er sich an der Universität Königsberg. Dort studierte er neben der Pädagogik, Philosophie, griechische Literatur und Geschichte unter Wilhelm Drumann, Johann Friedrich Herbart, Christian August Lobeck und Johannes Voigt. Insbesondere Herbart begeisterte ihn. Er wurde an dessen Unterrichtsanstalt Lehrer und Inspektor. Zu Ostern 1829 hatte er in Königsberg sein Studium als Magister abgeschlossen. Er wurde kurze Zeit Privatlehrer, ging dann für kurze Zeit nach Berlin.
Brzoska ging 1830 an die Universität Leipzig. Dort habilitierte er sich mit der Schrift De geographia mythica specimen I. Anschließend lehrte er an der Universität. 1831/1832 ließ er sich in Jena nieder und heiratete. Er habilitierte sich an der Universität Jena mit der Arbeit De geographia mythica specimen II. Als Privatdozent übernahm er die Vorlesungen der Pädagogik von Johann Traugott Leberecht Danz und die Leitung einer Knabenschule von Heinrich Graefe. Seine Arbeit richtete er am Herbartianismus aus. Vor 1835 wurde er zum Dr. phil. promoviert. Brozska wurde 1835 außerordentlicher Professor der Philosophie an der Universität. Das Jahr darauf brachte er sein Hauptwerk heraus, in der er für die Notwendigkeit pädagogischer Seminare an Universitäten plädierte.
Brozska erreichte zum 13. Februar 1837 beim Oberkonsistorium in Weimar, dass für Studenten der Theologie und Philologie die Lehre der Pädagogik eingeführt wurde. Im Jahr 1839 erkrankte er schwer und verstarb kurz darauf.

## Werke (Auswahl)
- De geographia mythica specimen I. Commentationem de Homerica mundi imagine J. H. Vossii potissimum sententia examinata continens, Leipzig 1831.
- De geographia mythica specimen II. Jena 1832.
- Die Nothwendigkeit pädagogischer Seminare auf der Universität und ihre zweckmäßige Einrichtung. Barth, Leipzig 1836.
- (Hrsg.) Central-Bibliothek der Literatur, Statistik und Geschichte der Pädagogik und des Schulunterrichtes im In- und Auslande, 10 Bände, C. A. Schwetschke und Sohn, Halle an der Saale 1838–1839.